# FM Discos y Cintas
FM Discos Y Cintas (En la actualidad FM Entretenimiento) fue una empresa discográfica colombiana fundada en Bogotá en 1972 y activada en 1979, convertida desde 2010 en una empresa de entretenimiento. Promovió artistas colombianos a nivel nacional e internacional en géneros como salsa, vallenato, merengue ente otros. Entre otros talentos estaban: Jorge Velosa y Los Carrangueros De Ráquira, Guayacán Orquesta, Galy Galiano, Raúl Santi, Checo Acosta, Pasabordo,  el cantautor Andrés Cepeda, entre otros.
Su gestión logró consolidar fenómenos musicales en Latinoamérica incursionando prácticamente en todos los géneros: Con el Grupo Menudo de Puerto Rico, La Fania All Stars, Amanda Miguel, Diego Verdaguer, Los Hermanos Rosario, Tito Rojas, Wilfrido Vargas, entre otros más. Esta consolidación se dio por la alianza que tenía con empresas disqueras de Argentina, México, Ecuador, Venezuela, Estados Unidos, Panamá y República Dominicana, además de algunos convenios que existían en Europa.
FM Entretenimiento reemplazó a FM Discos Y Cintas en 2010, consolidando artistas nacionales antes de firmar con otras casas disqueras y produciendo algunas películas nacionales. FM fue uno de los sellos que mantuvo competencia en su momento con Codiscos y Discos Fuentes, que aún siguen activas, y de Sonolux y Discos Victoria, que se disolvieron. Este sello en su tiempo profundizó con varios artistas de talla nacional e internacional.
En 2019 llega a un acuerdo con la Organización Ardila Lülle para la adquisición del catálogo de Sonolux con todos los derechos fonográficos.